# Liste der Regierungsmitglieder der Kroatischen Republik Herceg-Bosna
Diese Liste enthält Mitglieder der Regierung der Kroatischen Republik Herceg-Bosna (kroatisch Hrvatska Republika Herceg-Bosna, kurz HR H-B).
Das Repräsentantenhaus der HR H-B (Zastupnički dom HR H-B) verkündete auf seiner dritten Sitzung am 20. November 1993 den Beschluss über die Wahl einer ersten Regierung aufgrund von Artikel 7 des Grundlegenden Beschlusses über die Errichtung und Verkündung der HR H-B (Temeljna odluka o uspostavi i proglašenju Hrvatske Republike Herceg-Bosna) vom 28. August 1993 und Artikel 4 des Gesetzes über die Regierung der HR H-B (Zakon o Vladi Hrvatske Republike Herceg-Bosna) vom 30. September 1993.

## Liste

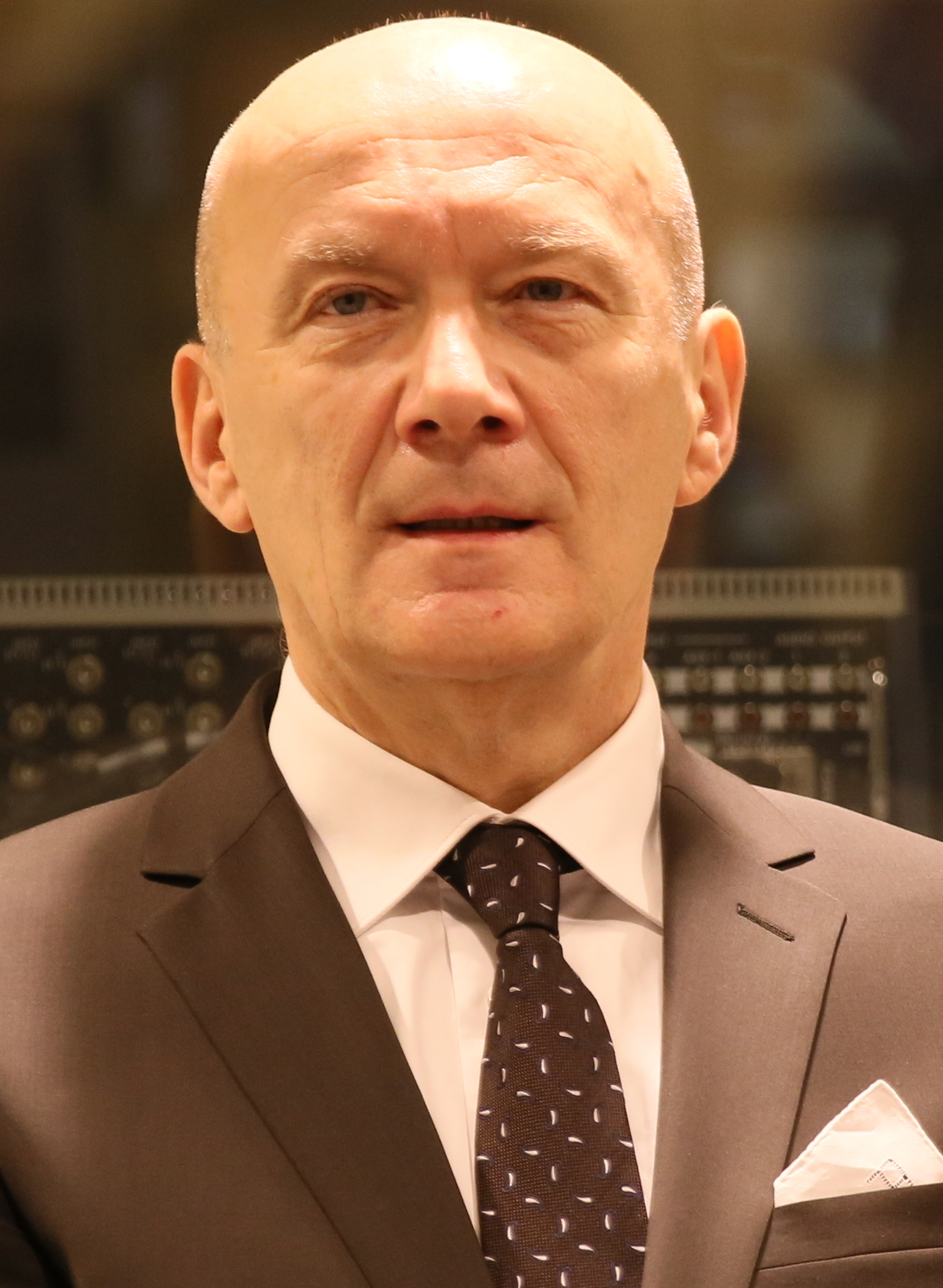
Jadranko Prlić, Ministerpräsident von 1993 bis 1996 (2017)

Ministerpräsident
(Predsjednik Vlade)
- 20. November 1993 bis 16. Juni 1996[1]: Jadranko Prlić (* 1959)

Stellvertretender Ministerpräsident
(Dopredsjednik Vlade)
- 20. November 1993: Ivan Čuljak, Perica Jukić, Jozo Martinović
- 13. Januar 1995: Drago Bilandžija (Travnik), Mile Akmadžić (Sarajevo)
- 28. Juni 1995: Pero Marković (Čapljina)

Verteidigungsminister
(Ministar obrane)
- 20. November 1993: Perica Jukić
- 23. Februar 1994: Vladimir Šoljić (Široki Brijeg)

Stellvertretender Minister
(Zamjenik ministra)
- 27. Juni 1994: Ivo Lozančić (Žepče)

Assistent des Ministers
(Pomoćnik ministra)
- 1. Dezember 1993: Marijan Biškić (Derventa), für Sicherheitsfragen (za poslove sigurnosti)
- 1. Dezember 1993: Dušan Viro (Livno), für politische Aktivitäten (za političku djelatnost)
- 20. September 1994: Ivica Primorac (Grude), Sicherheitssektor (sektor za sigurnost)
- 3. April 1995: Bruno Stojić (Čitluk), Sektor für Personalangelegenheiten (sektor za personalne poslove)

Finanzminister
(Ministar financija)
- 20. November 1993: Jozo Martinović
- 14. Oktober 1994: Drago Bilandžija
- 13. Januar 1995: Neven Tomić (Mostar)

Stellvertretender Minister
(Zamjenik ministra)
- 6. August 1994: Drago Bilandžija

Innenminister
(Ministar unutarnjih poslova)
- 20. November 1993: Valentin Ćorić (* 1956)

Stellvertretender Minister
(Zamjenik ministra)
- 6. August 1994: Marko Dragić (Rama)
- 13. Januar 1995: Jozo Leutar (Tomislavgrad)

Assistent des Ministers
(Pomoćnik ministra)
- 21. Mai 1994: Ivan Ćosić (Tomislavgrad), für die Kriminalpolizei (za kriminalističku policiju)
- 21. Mai 1994: Jozo Leutar (Tomislavgrad), für die Bereitschaftspolizei (za policiju)
- 17. Juni 1994: Marko Dragić
- 17. Juni 1994: Mirko Jelić (Mostar)
- 22. September 1994: Paško Ljubičić (Busovača), für die Bereitschaftspolizei (za policiju)
- 22. September 1994: Božo Ćorić (Široki Brijeg), für materiell-finanzielle Angelegenheiten (za materijalno-financ. poslove)
- 5. Dezember 1994: Slavko Zelić (Sarajevo), für die operative Technik (za operativnu tehniku)
- 23. März 1995: Marko Dragić, für rechtliche, personelle und administrative Angelegenheiten (za pravne, kadrovske i upravne poslove)
- 27. Oktober 1995: Viktor Stojkić, für den Brand- und Zivilschutz (za poslove zaštite od požara i CZ)

Justizminister
(Ministar pravosuđa; ab 1995 Ministar pravosuđa i uprave)
- 20. November 1993: Krešimir Zubak
- 13. Januar 1995: Mato Tadić (Brčko)

Stellvertretender Minister
(Zamjenik ministra)
- 6. August 1994: Vlado Mišković
- 13. Januar 1995: Bariša Čolak (* 1956)

Assistent des Ministers
(Pomoćnik ministra)
- 1. Juni 1995: Silvana Šuman (Mostar), Justizsektor (sektor pravosuđa)

Minister für Verkehr und Kommunikation
(Ministar prometa i veza)
- 20. November 1993: Ilija Kožulj

Stellvertretender Minister
(Zamjenik ministra)
- 7. April 1994: Pavo Boban (Grude)

Assistent des Ministers
(Pomoćnik ministra)
- 8. Januar 1994: Ilija Musa (Mostar), für den Luftverkehr (za zraćni promet)
- 8. Januar 1994: Zvonimir Trlin (Mostar), für Telekommunikation (za telekomunikacije)
- 7. August 1995: Adam Džoić (Sarajevo)

Minister für Energie, Bergbau und Industrie
(Ministar energetike, rudarstva i industrije)
- 20. November 1993: Vladimir Šoljić
- 7. April 1994: Marinko Bošnjak (Fojnica)

Stellvertretender Minister
(Zamjenik ministra)
- 7. April 1994: Ivan Lalić (Kreševo)

Assistent des Ministers
(Pomoćnik ministra)
- 20. April 1994: Marko Pezo (Busovača)
- 8. Juni 1994: Branko Antunović (Tomislavgrad), für Energie (za energetiku)
- 8. Juni 1994: Vlado Babić (Mostar), für Industrie (za industriju)
- 8. Juni 1994: Rudolf Ćavar (Sarajevo), für Bergbau (za rudarstvo)
- 22. August 1994: Stipo Trupina (Orašje), für die Bosnische Posavina (za Bosansku Posavinu)
- 7. August 1995: Stjepan Mijač (Kakanj), für Bergbau (za rudarstvo)

Minister für Handel, Tourismus und Unternehmertum
(Ministar trgovine, turizma i poduzetništva)
- 20. November 1993: Ilija Krezo
- 13. Januar 1995: Nikola Grabovac (Sarajevo)

Stellvertretender Minister
(Zamjenik ministra)
- 7. April 1994: Vjekoslav Prce (Stolac)
- 13. Januar 1995: Ilija Krezo

Assistent des Ministers
(Pomoćnik ministra)
- 27. Juni 1994: Mariofil Džidić (Mostar), für Unternehmertum (za poduzetništvo)
- 27. Juni 1994: Kruno Vasilj (Čitluk), für Tourismus (za turizam)

Minister für Land-, Forst- und Wasserwirtschaft
(Ministar poljoprivrede, šumarstva i vodoprivreda)
- 20. November 1993: Marko Božanović

Stellvertretender Minister
(Zamjenik ministra)
- 7. April 1994: Srećko Jelčić (Mostar)

Assistent des Ministers
(Pomoćnik ministra)
- 8. Juni 1994: Augustin Meštrović, für Forstwirtschaft (za šumarstvo)
- 8. Juni 1994: Mato Goluža (Mostar), für Wasserwirtschaft (za vodoprivredu)
- 8. Juni 1994: Vladimir Trninić (Mostar), für Landwirtschaft (za poljoprivredu)

Minister für Gesundheit
(Ministar zdravlja; ab 1995 Ministar zdravstva)
- 20. November 1993: Ivan Šarac
- 13. Januar 1995: Božo Ljubić (Široki Brijeg)

Stellvertretender Minister
(Zamjenik ministra)
- 7. April 1994: Vladimir Šimunović (Sarajevo)
- 13. Januar 1995: Zoran Antunović (Mostar)

Assistent des Ministers
(Pomoćnik ministra)
- 6. März 1995: Hrvoje Gardavski (Mostar)

Minister für Arbeit, Soziales und Familie
(Ministar rada, socijalne skrbi i obitelji)
- 20. November 1993: Ilija Žuljević

Stellvertretender Minister
(Zamjenik ministra)
- 7. April 1994: Nevenko Herceg (Ljubuški)

Assistent des Ministers
(Pomoćnik ministra)
- 9. Dezember 1993: Davor Čardaš (Bosanski Brod), für den Bereich Analytik und allgemeine Angelegenheiten (za oblast analitike i općih poslova)
- 20. April 1994: Irena Glamuzina (Mostar), für Arbeit (za rad)

Minister für Bildung, Wissenschaft, Kultur und Sport
(Ministar prosvjete, znanosti, kulture i športa)
- 20. November 1993: Jozo Marić

Stellvertretender Minister
(Zamjenik ministra)
- 7. April 1994: Miroslav Palameta (Stolac)

Assistent des Ministers
(Pomoćnik ministra)
- 20. April 1994: Ilija Adžaip (Novi Travnik), für Zentralbosnien (za Srednju Bosnu)
- 12. Juli 1994: Tihomir Marić (Mostar)
- 20. Februar 1995: Mladen Kvesić (Široki Brijeg), für den Sportsektor (za sektor športa)
- 20. Februar 1995: Božo Markota (Posušje), für den Informationssektor (za sektor informiranja)
- 20. Februar 1995: Šimun Musa (Čitluk), für den Bildungssektor (za sektor prosvjete)
- 20. Februar 1995: Antun Lučić (Bugojno), für den Wissenschaftssektor (za sektor znanosti)

Minister für Wiederaufbau und Entwicklung
(Ministar obnove i razvoja; ab 1995 Ministar obnove i razvitka)
- 20. November 1993: Zulfo Robović
- 28. Juni 1995: Božo Rajić (Kupres)

Stellvertretender Minister
(Zamjenik ministra)
- 7. April 1994: Danko Dugandžić (Čitluk)

Assistent des Ministers
(Pomoćnik ministra)
- 20. April 1994: Ivan Galić (Mostar), für öffentliche Einrichtungen (za javne ustanove)
- 20. April 1994: Josip Merdžo (Mostar), für Infrastruktur (za infrastrukturu)
- 8. Juni 1994: Ivo Križanac, für Zentralbosnien (za Srednju Bosnu)
- 8. Juni 1994: Jozo Bejić (Sarajevo), für wirtschaftliche Tätigkeit (za gospodarsku djelatnost)

Minister für zwischenstaatliche Zusammenarbeit und internationale Beziehungen
(Ministar za međurepubliku suradnju i međunarodne odnose)
- 20. November 1993: Mile Akmadžić
- 13. Januar 1995: Vladislav Pogarčić (Sarajevo)

Stellvertretender Minister
(Zamjenik ministra)
- 23. August 1995: Ante Markotić

Assistent des Ministers
(Pomoćnik ministra)
- 30. Dezember 1993: Branko Bilić (Ljubuški)
- 28. April 1994: Pero Skopljak (Vitez)
- 18. Mai 1995: Vesna Ivanović (Ilidža), Sektor für Personalangelegenheiten(sektor za personalne poslove)

Minister für Raumordnung, Bau und Umweltschutz
(Ministar prostornog uređenja, graditelj i zaštite okoliša; ab 1995 Ministar graditeljstva, prostornog uređenja i zaštite okoliša)
- 23. Februar 1994: Željko Obradović (Stolac)
- 28. Juni 1995: Zulfo Robović (Mostar)

Stellvertretender Minister
(Zamjenik ministra)
- 7. April 1994: Krešimir Šaravnja (Mostar)
- 13. Januar 1995: Boro Puljić (Mostar)
- 6. Oktober 1995: Berislav Buljan

Assistent des Ministers
(Pomoćnik ministra)
- 17. Juni 1994: Marinko Mostarac (Livno), Bauwesen und Versorgungseinrichtungen (Graditeljstvo i stambeno-komunalne djelatnosti)
- 17. Juni 1994: Jaroslav Vego (Mostar), Raumplanung und Umweltschutz (Prostorno uređenje i zaštita okoliša)

## Quelle
- Karlo Rotim: Obrana Herceg-Bosne [Die Verteidigung von Herceg-Bosna]. 2. vermehrte Auflage. Band 1. Široki Brijeg 1999, 3.2. Vlada Hrvatske Republike Herceg-Bosne, S. 549 ff.